# Staatssecretariaat van de Heilige Stoel
Het  Staatssecretariaat van de Heilige Stoel is tegenwoordig het belangrijkste centrale orgaan van de Romeinse Curie. Aan het hoofd staat de kardinaal-staatssecretaris. Deze functie wordt vaak vergeleken met die van eerste minister van een land, maar is het correcter deze te omschrijven als de coördinator van de verschillende curieorganen. De staatssecretaris hoeft volgens Praedicate Evangelium geen kardinaal te zijn, maar is dat meestal wel. Vandaar dat er ook vaak wordt gesproken van "kardinaal-staatssecretaris", in plaats van "staatssecretaris".

## Organisatie
Het Staatssecretariaat bestaat uit drie afdelingen die worden bestuurd door een zogenaamde substituut (plaatsvervanger):
1. De eerste afdeling, die van algemene zaken, is verantwoordelijk voor het behartigen van de dagelijkse activiteiten van de paus, staat in voor de coördinatie van het werk van de andere departementen en behandelt die zaken die buiten hun bevoegdheid vallen. Deze afdeling neemt een deel van de administratieve zaken voor haar rekening. Zo zorgt zij voor het opstellen en verzenden van sommige documenten van de paus en bewaart de vissersring en het zegel van de paus. Deze sectie staat onder leiding van aartsbisschop Edgar Peña Parra.
2. De tweede afdeling neemt de relaties met de andere staten voor haar rekening en bevordert goede diplomatieke contacten. De functie van Secretaris voor de Relaties met Staten wordt weleens vergeleken met de functie van "minister van buitenlandse zaken". De huidige secretaris is aartsbisschop Paul Gallagher.
3. De derde afdeling behartigt alle zaken die betrekking hebben op de diplomatieke dienst van de Heilige Stoel. De afdeling werd ingesteld op 21 november 2017, als een afsplitsing van de eerste afdeling. De afdeling staat onder leiding van aartsbisschop Luciano Russo.

## Gang van zaken tijdens sedisvacatie
Het ambt van de staatssecretaris eindigt bij sedisvacatie, wanneer de paus waaronder de kardinaal diende komt te overlijden of aftreedt. In de periode dat er geen paus aan de macht is, neemt de camerlengo samen met het hoofd van de pontificale commissie voor Vaticaanstad de functie over. De drie substituten blijven tijdens een sedisvacatie wel in functie.
Wanneer de nieuwe paus is gekozen, treedt de staatssecretaris ambtshalve af; de nieuw gekozen paus kan wel beslissen om hem te herbenoemen. 